# Alush Gashi
Alush Gashi, född 4 oktober 1950 i Istog i socialistiska autonoma provinsen Kosovo i socialistiska republiken Serbien i socialistiska federativa republiken Jugoslavien (nu Kosovo), är en kosovansk (kosovo-albansk) politiker.
Alush Gashi läste medicin vid Pristinas universitet 1974 och slutförde doktorandstudierna i Zagreb 1979. Han blev sedan direktör vid Institutet för anatomi i Kosovo och dekanus vid medicinska fakulteten i Pristina universitet.
Alush Gashi spelade en viktig roll i den kosovoalbanska kampen för självbestämmande. Han var medlem i partiet Kosovos demokratiska förbund och deltog i förhandlingar för att undvika krig. Han fungerade även som rådgivare åt Ibrahim Rugova. Även efter Kosovokriget har han varit politiskt aktiv. Mellan november 2007 och april 2010 innehade han posten som hälsominister.